# フーゴ・フォン・ホーフマンスタール
フーゴ・ラウレンツ・アウグスト・ホーフマン・フォン・ホーフマンスタール（Hugo Laurenz August Hofmann von Hofmannsthal, 1874年2月1日 - 1929年7月15日）は、オーストリアの詩人・作家・劇作家。ホフマンスタールとも表記される。ウィーン世紀末文化を代表する青年ウィーン（Jung-Wien）の一員であり、印象主義的な新ロマン主義の代表的作家。
ホーフマンスタール家は、チェコ出身のユダヤ系の商人イザーク・レーフ・ホーフマン（フーゴの曽祖父）が貴族の称号を受け、地名風の姓（ホフマンの谷）を名乗るようになったことに始まる家系なので「ホーフマンシュタール」は誤り。

## 生涯
1874年、ウィーンの富裕な商家の家系に生まれる。父は銀行役員で，彼はその一人息子であった。もともとユダヤ系の家系であったが、祖父はイタリア人の女性と、父はドイツの農家の女性と結婚しており、フーゴ自身にはユダヤ、イタリア、ドイツの血が流れている。祖父がミラノの伯爵の娘と結婚する前にカトリックに改宗していた。彼は小学校には一度も通わず、幼年期から家庭教師がついてギリシア・ラテン文学を始め、中世、ルネサンス文学にいたるヨーロッパの古典文学を学んだ。ギムナジウム時代から詩作を始め、早くも16歳の頃よりLoris、Theophil Morrenなどの筆名を用いて戯曲や随筆を発表し文壇を驚かせた。このときのホーフマンスタールの詩について、ヘルマン・バールは詩の作者はてっきりフランス人か、さもなければ長い間パリで暮らした40代か50代のウィーン人だと思っていたので、まだ16歳である彼に会ったとき、衝撃を受けてほとんど言葉を失ったという。また、アルトゥル・シュニッツラーも、同じころ彼に出会い、生涯初めて間違いなく天才だといえる人に遭遇したとシュテファン・ツヴァイクに語っている。なお、シュニッツラーはホーフマンスタールよりも12歳も年上であったが、2人は出会った瞬間から不思議なほど気が合い、2人で一緒に自転車でイタリアやスイスまで長旅をしたという。ホーフマンスタールは、シュニッツラーの戯曲『アナトール』（1890年）の紹介のため、次のような短い詩も書いている。
このフレーズは当時から何度も繰り返し引用されてきた。

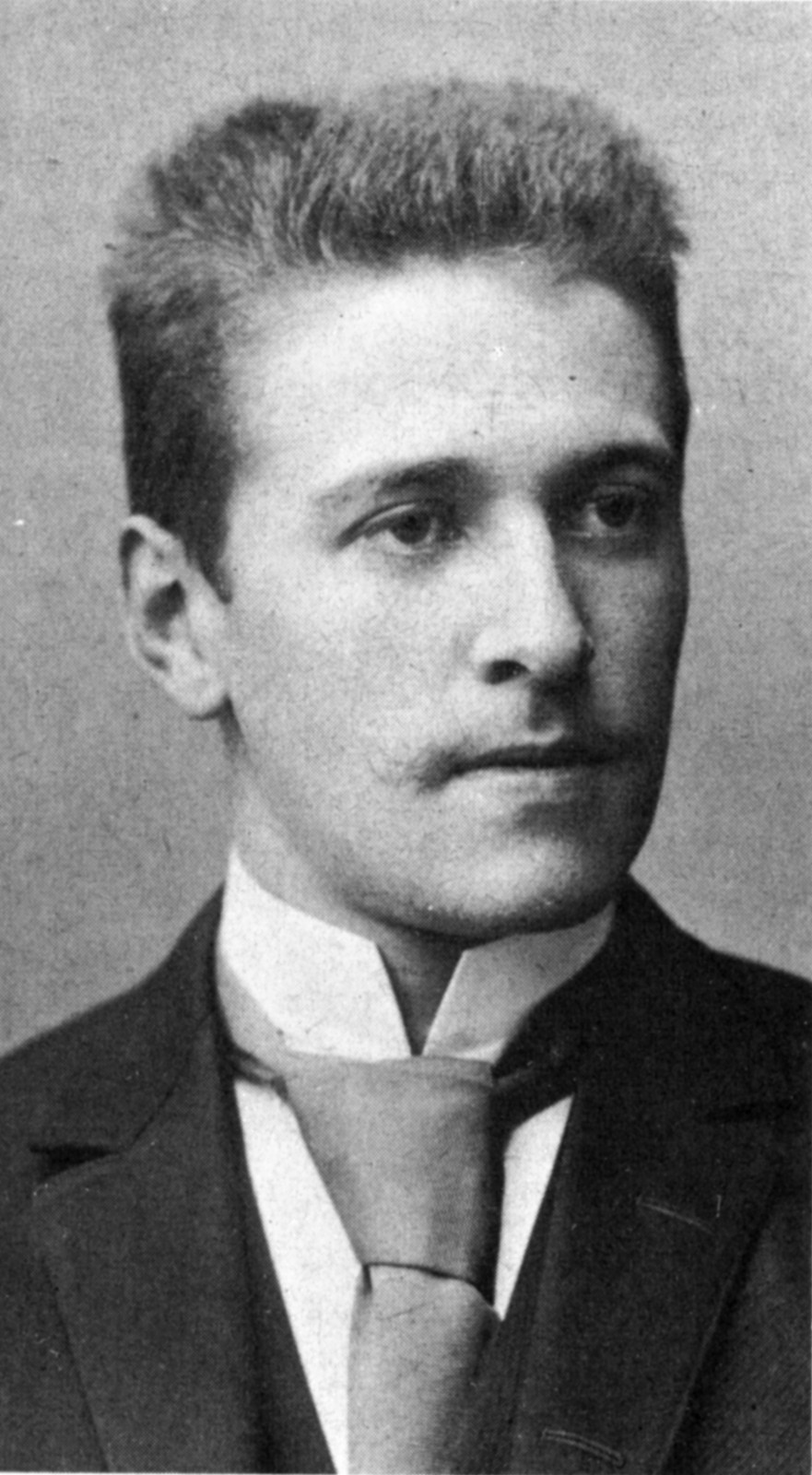
ホーフマンスタール1893年

1891年、芸術至上主義を掲げる5歳年上のシュテファン・ゲオルゲと知り合って、その多大な影響を受け、ゲオルゲの主宰する『芸術草紙』の寄稿者となった。パリのステファヌ・マラルメの詩のサークル出身であったゲオルゲは彼の同級生たちを喜ばせるために、使いを彼のギムナジウムの教室に派遣して彼に赤いバラの花束を贈った。1892年、彼はウィーン大学に入学し、当初は法律を学んだが、後にロマンシュ諸語、特にその詩法の研究に転じた。彼はドイツ語のほかフランス語、イタリア語、英語を話した。
詩は典雅な形式をもつ象徴主義的で唯美主義的な作品もあれば、精妙な随筆・文芸論を書くエッセイストでもあり、美しい韻文劇の書き手でもあった。ことに『痴人と死』などの世紀末的な雰囲気をたたえた韻文劇で名声を獲得した。また、詩論をなし、古典古代の悲劇や中世の伝説を翻案して現代性を付与するなど、その活躍は多方面にわたった。青年期の彼は、シュニッツラーやゲオルゲ、リヒャルト・ベーア＝ホフマンといった人々とカフェ・グリーンシュタイドルに集い、定期的に会合をもった。
27歳のときに、世紀転換点における芸術家の精神的な危機を架空の手紙の形で記した『チャンドス卿の手紙』（1902年）を発表、これは近代批評の先駆的作品となった。この頃彼は、銀行の頭取の娘ゲルトルート・シュレジンガーと結婚し、ウィーン南方のローダウンで暮らしはじめた。
『チャンドス卿の手紙』は彼自身の転機ともなり、これ以降、「祝祭」としての演劇を唱え、ソフォクレスやエウリピデスなどの古典劇に洗練された美意識にもとづく近代的解釈を加え、優れた翻案・改作の数々を発表していった。代表作にギリシア古典の翻案劇『エレクトラ』（1903年）や『戯曲 オイディプスとスフィンクス』（1906年）、中世宗教劇の『イェーダーマン』（1911年）がある。ホーフマンスタールはまた、1920年にはじめて開催されたザルツブルク音楽祭を発案したことでも知られる。このとき、『イェーダーマン』（リヒャルト・シュトラウス音楽、マックス・ラインハルト演出）がザルツブルク大聖堂正面前を舞台にして上演された。彼はまた、リヒャルト・シュトラウスと協力して『薔薇の騎士』（1911年）、『気むずかしい男』（1921年）などのオペラ創作も手がけた。
彼は、社会や政治に対しては終始一定の距離をとる姿勢を貫いており、当時のウィーンにおいて繰り返し現れる反ユダヤ主義的言説やみずからの出自であるユダヤ性については、それがまるで存在しないかのように行動した。そしてまた、生涯を通じて熱烈な愛国者でもあった。1912年、ホーフマンスタールは一度は称賛していたイタリアの詩人ガブリエーレ・ダンヌンツィオがオーストリア＝ハンガリー帝国と皇帝フランツ・ヨーゼフ1世を攻撃したことで、彼と絶交している。
第一次世界大戦後、1918年のオーストリア＝ハンガリー帝国崩壊に大きな精神的ショックを受け、晩年は過去の文化や伝統に結びついた文化評論や書物の編集に励んだ。1929年、卒中により死去。息子フランツが拳銃自殺をしたわずか2日後、長男の葬式の日に愛用の肘掛け椅子にすわったまま亡くなったという。

## 主な作品

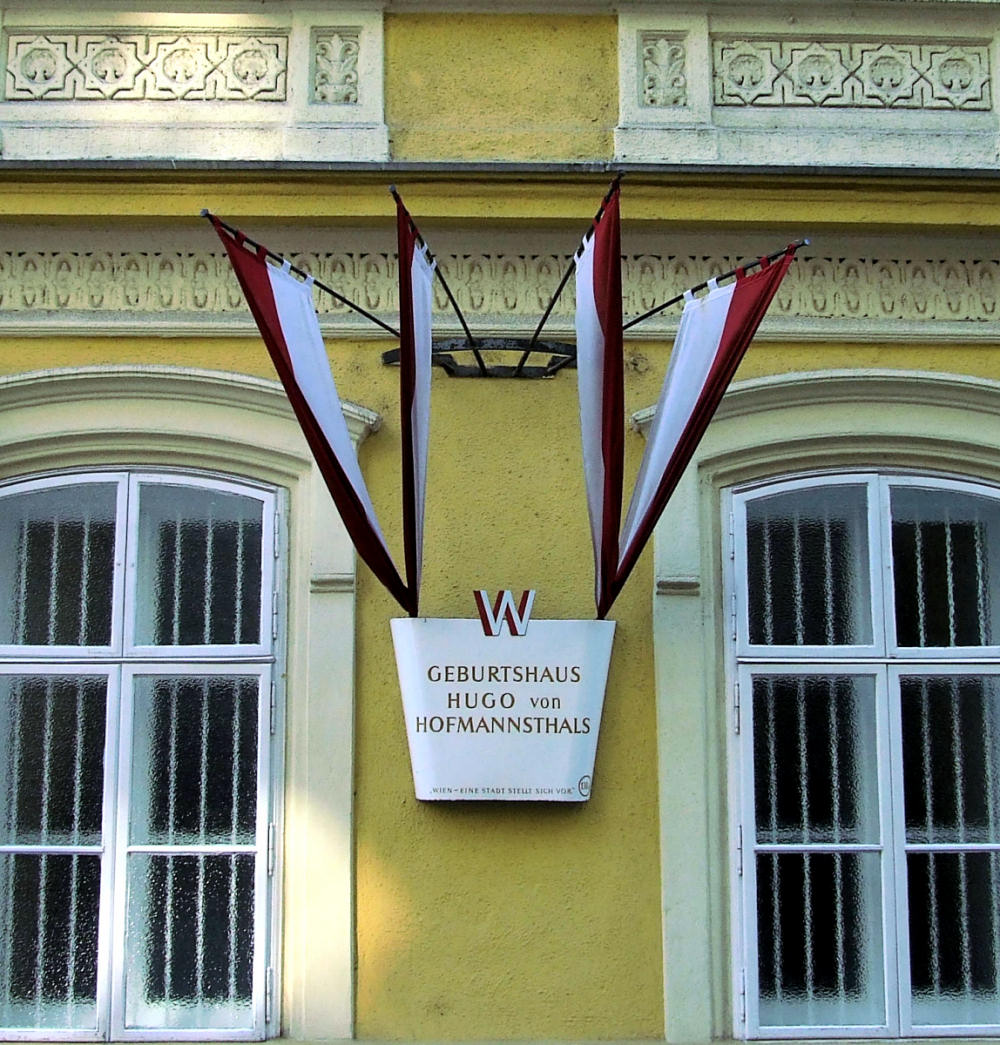
ウィーンにある生家

- 1891年 きのう Gestern （戯曲。17歳）
- 1892年 ティツィアーノの死 Der Tod des Tizian （戯曲）
- 1893年 痴人と死 Der Tor und der Tod （戯曲） 森鴎外が訳した
- 1898年 Der Frau im Fenster （韻文劇）
- 1900年 Der Kaiser und die Hexe （韻文劇）
- 1900年 バッソンピエール元帥の体験 Erlebnis des Marschalls von Bassompierre
- 1902年 チャンドス卿の手紙 Der Brief des Lord Chandos
- 1903年 エレクトラ Elektra （ギリシア古典劇に基づく）
- 1911年 ナクソス島のアリアドネ Ariadne Auf Naxos
- 1916年 Alkesis （ギリシア古典劇に基づく）
- 1907年 Gedichte （詩全集）
- 1907-17年 Prosaische Schriften （散文集）
- 1911年 薔薇の騎士 Rosenkavalier （歌劇）
- 1911年 イェーダーマン Jedermann （戯曲）
- 1919年 影のない女 Die Frau ohne Schatten （歌劇）
- 1925年 塔 Der Turm （戯曲）
- 1932年 アンドレアス Andreas （小説、未完）

## 日本語訳一覧
- 『ホーフマンスタール選集』（全4巻）、河出書房新社、1972-1974
富士川英郎、小堀桂一郎、川村二郎、前川道介ほか訳
  - 1 詩・韻文劇、2 小説・散文、3 論文・エッセイ、4 戯曲
- 「痴人と死と」森林太郎訳『一幕物』易風社 1909
  - 『謎』森林太郎（鴎外）訳 現代社 1914。のち「全集」岩波書店
- 『エレクトラ』松居松葉訳 鈴木書店 1913
- 『窓に立てる女』伊庭孝訳 現代社 1913
- 『エレクトラ』村上静人訳 アカギ叢書 1914
- 「エレクトラ」近代劇選集 楠山正雄訳 新潮社 1920
- 「ヱレクトラ姫 女ハムレツト』守田有秋訳 集栄館 1923
- 「窓に倚る夫人の独白」木下杢太郎訳　近代劇大系 近代劇大系刊行会 1923。のち「全集」岩波書店
- 『文芸論集』富士川英郎訳 山本書店 1942
  - 『詩に就ての対話』富士川英郎訳 角川書店・飛鳥新書 1947
- 『アンドレアス』大山定一訳 筑摩書房 1958、のち下記
- 「騎兵の物語」松本道介訳『世界文学大系 91 近代小説集』筑摩書房 1964、のち『筑摩世界文学大系63』
- 「バッソンピエール元帥の体験」山川丈平訳『ドイツの文学 第12巻 名作短篇』三修社 1966
- 「バソンピェール元帥の体験」川村二郎訳『世界の文学 54ドイツ名作集』中央公論社 1967
- 『影のない女』高橋英夫訳『世界文学全集 20世紀の文学（32）』集英社 1967、新版1978
- 「ホーフマンスタール詩集」-『世界名詩集 8 ゲオルゲ　ホーフマンスタール』平凡社 1968
  - 『ホーフマンスタール 詩集・拾遺詩集』富士川英郎編訳 平凡社ライブラリー 1994
- 『ホーフマンスタール詩集』板倉鞆音訳編 思潮社 1968
- 「詩集」川村二郎訳『世界文学全集 カラー版 別巻 (1) 世界名詩集』河出書房新社 1969
- 『詩人と現代』横山滋訳 理想社 1970
- 「イェーダーマン」津川良太訳『現代世界演劇 4 宗教的演劇』白水社 1971
- 「バソムピエール元帥綺譚」福田宏年訳『ドイツ短篇24』集英社 1971
- 『友の書』都筑博訳 彌生書房 1972
- 『筑摩世界文学大系63 ホーフマンスタール　ヨーゼフ・ロート』筑摩書房 1974。代表作を所収
- 塚越敏訳・解説『リルケ／ホーフマンスタール往復書簡』 風信社 1983
  - 『文芸書簡 1899～1925』（文化書房博文社、2003）
- 檜山哲彦訳 『チャンドス卿の手紙　他十篇』（岩波文庫、1991）
- 川村二郎訳 『ホフマンスタール詩集』（小沢書店、1994、岩波文庫、2009）
- 川村二郎訳 『チャンドス卿の手紙　アンドレアス』（講談社文芸文庫、1997）
- 丘沢静也訳 『チャンドス卿の手紙　アンドレアス』（光文社古典新訳文庫、2018）
- 『ナクソス島のアリアドネ I幕の歌劇 序劇付 対訳』志田麓・寺本まり子共訳 新期社 1979
- 『リヒャルト・シュトラウス　往復書簡全集』ヴィリー・シュー編、中島悠爾訳、音楽之友社、2000
- 『オペラ「薔薇の騎士」誕生の秘密　R・シュトラウス／ホフマンスタール往復書簡集』大野真監修・堀内美江訳、河出書房新社、1999
- 『ばらの騎士』田辺秀樹訳 音楽之友社 オペラ対訳ライブラリー 2001
- 『アンドレアス』高橋昌久訳 京緑社 マテーシス古典翻訳シリーズ 2022